# آثار خاکی تشریفاتی هوپ‌ول
آثار خاکی تشریفاتی هوپ‌ول یک سایت میراث جهانی در ایالات متحده آمریکا است که شامل هشت اثر زمینی بزرگ است که توسط فرهنگ هوپ‌ول ساخته شده‌اند. این سایت‌ها شامل اشکال هندسی بزرگ هستند که چندین هکتار مساحت دارند. این آثار که بین تقریباً سال‌های ۰ و ۴۰۰ میلادی ساخته شده‌اند، در امتداد انشعابات رود اوهایو در ایالت امروزی اوهایو قرار دارند. آن‌ها غنا و عمق فرهنگ پیش از کلمبیا، علم، نجوم و معماری مقدس را به تصویر می‌کشند. بسیاری از سایت‌ها در طول تقریباً ۲۰۰ سال استفاده کشاورزی شخم زده شده و کاهش اندازه یافته‌اند.
در سال ۲۰۰۸، وزارت کشور ایالات متحده، آثار تشریفاتی هوپ‌ول را به عنوان یکی از ۱۴ سایت در فهرست پیشنهادی خود برای نامزدی به عنوان سایت میراث جهانی یونسکو اعلام کرد. یونسکو در تاریخ ۱۹ سپتامبر ۲۰۲۳، این آثار را به عنوان بیست و پنجمین و جدیدترین سایت میراث جهانی ایالات متحده ثبت کرد.